# De Premiejagers
De Premiejagers was een quiz die tijdens de zomermaanden juli en augustus werd uitgezonden op de Vlaamse televisiezender één. De presentator was Bruno Wyndaele. Het programma liep van 2008 tot 2014.
Samen met de herhalingen van F.C. De Kampioenen (die aansluitend werden uitgezonden) haalde De Premiejagers erg hoge kijkcijfers, met uitschieters tot meer dan 1 miljoen kijkers. Het record werd gevestigd op 16 augustus 2010, toen 1.239.744 mensen keken.
Het spel werd gespeeld met twee duo's en bestond uit quizvragen, afgewisseld met zogeheten premies waarmee extra punten te verdienen waren. Die premies waren beeldfragmenten waarmee een naam of begrip werd uitgebeeld (een soort van rebus).
De opnames vonden eerst plaats in het Amerikaans Theater in Brussel maar de latere seizoenen werden opgenomen in de studio's van Videohouse.

## Seizoenen
| Seizoen | Startdatum   | Einddatum        | Afleveringen |
| ------- | ------------ | ---------------- | ------------ |
| 1       | 30 juni 2008 | 29 augustus 2008 | 45           |
| 2       | 29 juni 2009 | 28 augustus 2009 | 45           |
| 3       | 28 juni 2010 | 27 augustus 2010 | 45           |
| 4       | 27 juni 2011 | 26 augustus 2011 | 45           |
| 5       | 2 juli 2012  | 31 augustus 2012 | 45           |
| 6       | 1 juli 2013  | 30 augustus 2013 | 45           |
| 7       | 30 juni 2014 | 29 augustus 2014 | 45           |

## Spelverloop

### Ronde 1: Het laatste woord
In de eerste ronde krijgen de duo's elk om beurten een vraag. Het doel is om het snelst 100 punten te hebben. Bij een goed antwoord krijg je 20 punten, bij een fout gaan de 20 punten naar de tegenpartij. Op het einde van de ronde kunnen de winnaars een premie oplossen voor 100 punten.

### Ronde 2: De aanhouder wint
In de tweede ronde begint de verliezer van de vorige ronde. Er zijn tien vragen met telkens een opeenvolgende letter van het alfabet. Sommige zijn rood gekleurd en daar zit een premie achter. Je blijft aan de beurt tot je een fout antwoord geeft.
Vanaf seizoen 6 (2013) komen de premies om de vier vragen. Kandidaten blijven aan de beurt zolang ze juist antwoorden, maar nooit langer dan vier vragen. Ook na de premies is er een beurtwissel. Premies mogen alleen opgelost worden indien de bijbehorende vragen juist zijn beantwoord. Is de bijbehorende vraag niet juist beantwoord door beide koppels, dan wordt de premie niet opgelost. Deze gaat dan aan ieders neus voorbij.

### Ronde 3: Scheiding der machten
In de derde ronde moeten de duo's zich splitsen. De ene lost vragen op en de andere lost de premies op. De quizmaster stelt vragen en wie het eerst afdrukt mag antwoorden. Soms kleurt een letter rood en daar zit een premie achter. Wie op het einde van deze ronde het meeste punten heeft, speelt de finale en gaat sowieso door naar de volgende aflevering. Het puntenrecord staat sinds 30 augustus 2012 op 1040 (Erwin en Jan). Ook hier geldt dat een premie alleen mag worden opgelost bij een juist antwoord op de bijbehorende vraag.

### Finale
Ook in de finale splitsen de duo's zich op. De ene krijgt tien vragen in 60 seconden. Per goed antwoord verdient die 10 seconden. De andere moet één premie oplossen in het aantal seconden dat diens partner voor hem of haar verzameld heeft. Een geraden premie levert 500 euro op. Na drie gewonnen afleveringen nemen de kandidaten een eerste prijs mee naar huis. Ze mogen wel blijven terugkeren tot ze uitgeschakeld worden of tot ze het record van het hoogste aantal deelnames breken. Wanneer het record gebroken wordt, krijgen de kandidaten opnieuw een prijs.
Van seizoen 1 tot seizoen 5 kwam een duo dat de finale haalde sowieso terug in de volgende afleveringen, onafhankelijk van het resultaat in de finale. Vanaf seizoen 6 (2013) mogen de kandidaten die in de finale de premie niet kunnen oplossen niet meer terugkomen. Vanaf seizoen 7 (2014) krijgt het duo geen geld meer per geraden premie maar krijgen ze een verschillende prijs per gewonnen aflevering.

## Recordaantal deelnames
Het record in deze quiz staat op naam van Vico Cockx en Koen Guilmet, twee vrienden uit Vlaams-Brabant. Zij wonnen in het vierde seizoen (2011) tien afleveringen na elkaar en braken daarmee het record van Hilde en Koen, broer en zus uit Knokke (afkomstig uit Lommel), die in 2010 negen afleveringen op rij wonnen.
| Kandidaten                              | Relatie      | Woonplaats          | Aantal afleveringen | Datum record     | Prijzen                                              |
| --------------------------------------- | ------------ | ------------------- | ------------------- | ---------------- | ---------------------------------------------------- |
| Min Van Houtven en Anne Van Houtven     | Zussen       | Lier                | 7                   | 27 juli 2009     | flatscreentelevisie, homecinemasysteem, 2500 euro    |
| Robin Jacobs en Karlien Devaere         | Koppel       | Essen               | 8                   | 28 augustus 2009 | entertainmentsysteem, flatscreentelevisie, 1500 euro |
| Hilde Van Engeland en Koen Van Engeland | Zus en broer | Knokke-Heist        | 9                   | 20 juli 2010     | flatscreentelevisie, auto, 3000 euro                 |
| Vico Cockx en Koen Guilmet              | Vrienden     | Overhespen/Glabbeek | 10                  | 15 juli 2011     | twee smartphones, homecinemasysteem, 2500 euro       |

## Trivia
- In de aflevering van 3 augustus 2012 vroeg een kandidaat zijn vriendin, die in het publiek zat, ten huwelijk.

## Premiejagers Deluxe
In het voorjaar van 2012 werd een "Deluxe" versie van de Premiejagers uitgezonden. Elke zaterdag namen twee teams van bekende en onbekende Vlamingen het tegen elkaar op. Elk team telt drie leden met één bekend gezicht als kapitein. Die brengt twee collega’s, familieleden of vrienden mee.
| Overzicht afleveringen De Premiejagers Deluxe |                                                  |                                         |                  |             |
| #                                             | Team 1                                           | Team 2                                  | Uitzenddatum     | Kijkcijfers |
| 1                                             | Jonas Van Geel, Jelle Cleymans, Jef Hoogmartens  | Frank Vander linden, Jan Van Eyken e.a. | 7 januari 2012   | 894.544     |
| 2                                             | Sam De Bruyn, Sebastiaan Van Den Branden e.a.    | Freddy De Kerpel e.a.                   | 14 januari 2012  | 827.449     |
| 3                                             | Marcel Vanthilt e.a.                             | Bert Gabriels e.a.                      | 21 januari 2012  | 860.436     |
| 4                                             | Nele Paelinck e.a.                               | Karen Damen e.a.                        | 28 januari 2012  | 694.098     |
| 5                                             | Axel Daeseleire, Stan Van Samang, Geert Hunaerts | Paul Jambers, William van Laeken e.a.   | 4 februari 2012  | 772.557     |
| 6                                             | Stany Crets e.a.                                 | Nick Nuyens e.a.                        | 11 februari 2012 | 739.957     |
| 7                                             | Tom Waes e.a.                                    | Tomas De Soete e.a.                     | 18 februari 2012 | 776.904     |
| 8                                             | Astrid Bryan e.a.                                | Philippe Geubels e.a.                   | 25 februari 2012 | 726.562     |
| 9                                             | Joke Devynck e.a.                                | Rob Vanoudenhoven e.a.                  | 3 maart 2012     | 671.946     |
| 10                                            | An Lemmens e.a.                                  | Gunter Lamoot e.a.                      | 10 maart 2012    | 785.357     |
| 11                                            | Helmut Lotti e.a.                                | Marc Didden e.a.                        | 17 maart 2012    |             |
| 12                                            | Erik Van Looy e.a.                               | Maaike Cafmeyer, Mieke Dobbels e.a.     | 31 maart 2012    | 748.267     |
| 13 (finale)                                   | Axel Daeseleire, Stan Van Samang, Geert Hunaerts | Erik Van Looy e.a.                      | 7 april 2012     | 785.804     |